# オットー・ケーニヒスベルガー
オットー・ケーニヒスベルガー（Otto Königsberger　1908年10月13日 - 1999年1月3日）は、ユダヤ系ドイツ人都市計画家・建築家。発展途上国での都市計画・地域計画を研究し実践した。
工科大学卒業後実務につくが、ナチス・ドイツが台頭し、スイスに逃げて、同地でエジプト建築の研究を開始する。その後インド、マイソール藩国に招かれ、都市計画を手がけるかたわら、 インド科学研究所やビクトリーホールといった建築を手がける。その後はロンドンに移動し、ロンドン大学などで教鞭をとるかたわら、国連経済社会理事会の上級顧問をつとめた。 